# Stowarzyszenie Twórców Form Złotniczych
Stowarzyszenie Twórców Form Złotniczych (STFZ) – stowarzyszenie zrzeszające polskich projektantów biżuterii zajmujących się projektowaniem i wykonywaniem biżuterii autorskiej.

## Historia
Stowarzyszenie powstało w 1991 roku z inicjatywy 15 członków założycieli. Obecnie STFZ liczy 159 członków, 5 członków honorowych i 17 członków wspierających (stan na maj 2016). Autorką koncepcji znaku graficznego STFZ jest Barbara Kańska-Bielak.

## Założyciele
- Andrzej Bielak
- Elżbieta Held
- Giedymin Jabłoński
- Barbara Kańska-Bielak
- Tadeusz Klimczak
- Bożena Marciniak-Skowron
- Joanna Mirecka-Szuleta
- Marek Nowaczyk
- Kamila Rohn
- Wojciech Skowron
- Ewa Skrzyńska
- Jacek Skrzyński
- Hanna Zdanowska
- Jacek Zdanowski
- Tomasz Żyłka

## Cele Stowarzyszenia
Celem Stowarzyszenia jest promocja współczesnego polskiego wzornictwa biżuterii autorskiej w kraju i za granicą, oraz zapewnienie członkom STFZ szerokiego dostępu do informacji branżowych, sieci kontaktów i aktualnych oraz archiwalnych materiałów branżowych.
Swoje cele STFZ realizuje poprzez:
- współorganizowanie wystaw, konkursów, plenerów i kursów w kraju oraz udział w podobnych imprezach za granicą,
- współpracę z podobnymi organizacjami w Polsce i na Świecie,
- szeroką wymianę informacji, myśli i idei,
- prowadzenie działalności dokumentacyjnej.

## Zarząd Stowarzyszenia
- Prezes

Marcin Tymiński
- Wiceprezes

Tomasz Stajszczak
- Skarbnik

Jolanta Kupniewska